# Игел (Мозел)
Игел (њем. Igel) општина је у њемачкој савезној држави Рајна-Палатинат. Једно је од 103 општинска средишта округа Трир-Сарбург. Према процјени из 2010. у општини је живјело 2.020 становника. Посједује регионалну шифру (AGS) 7235051.

## Географски и демографски подаци
Игел се налази у савезној држави Рајна-Палатинат у округу Трир-Сарбург. Општина се налази на надморској висини од 164 метра. Површина општине износи 7,3 km². У самом мјесту је, према процјени из 2010. године, живјело 2.020 становника. Просјечна густина становништва износи 277 становника/km².